# Cratere Sosigenes
Sosigenes è un cratere lunare di 16,99 km situato nella parte nord-orientale della faccia visibile della Luna.

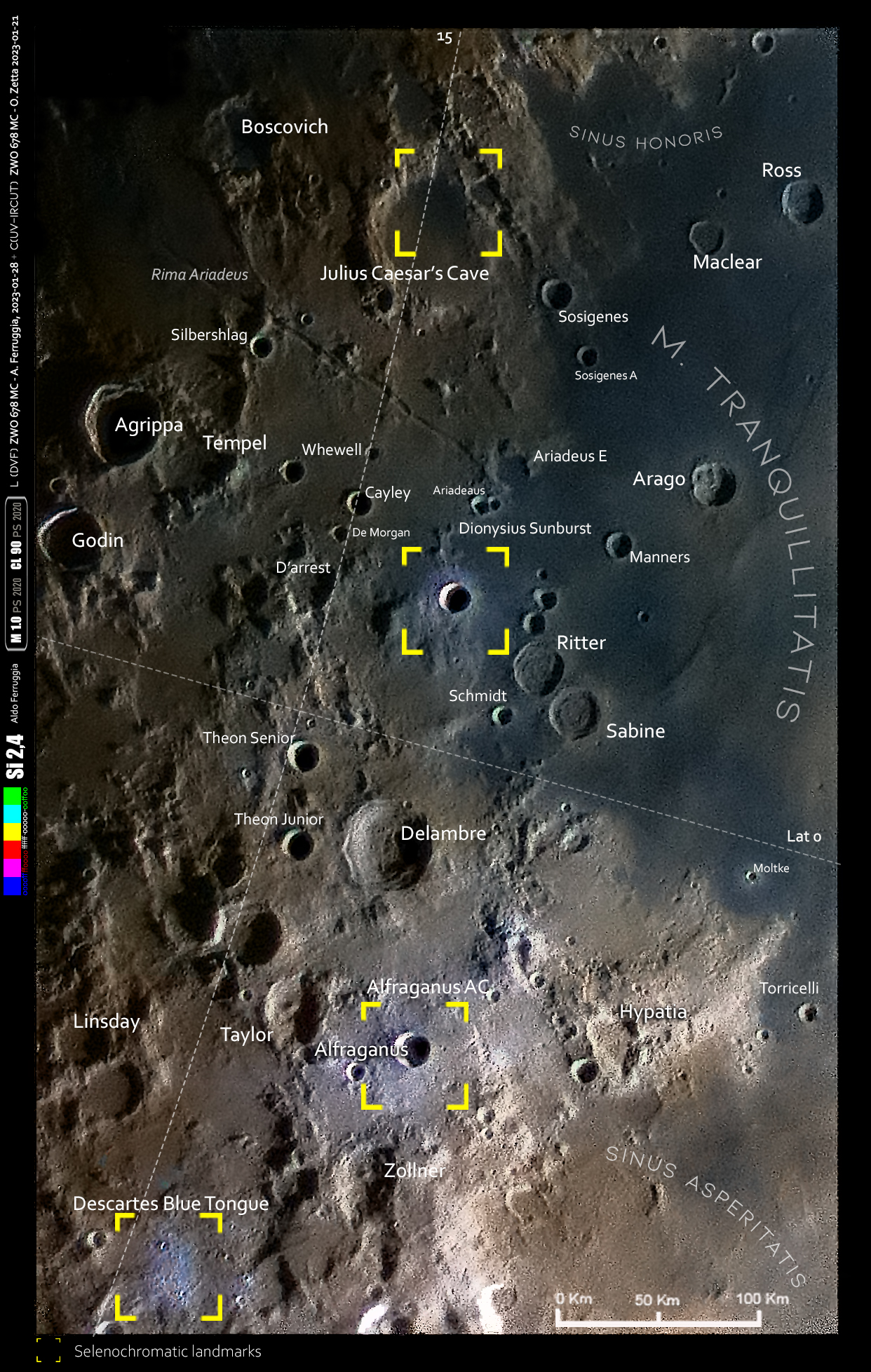
Il cratere (in alto a destra) con le strutture vicine in una Immagine Selenocromatica(Si)